# Zeugma
Zeugma (neutr., z řečtiny ζεύγμα, jařmo) neboli zanedbání dvojí vazby, zanedbání rozdílné vazby souřadných členů či spřežení vazeb nebo spřažení vazeb je odchylka od pravidelné větné stavby, která je charakterizována spojením souřadných větných členů takovým vztahem, který patří jen k jednomu z nich. Jde tedy o typ výpustky (elipsy), kdy je první vazba vynechána: Včera jsem viděl a mluvil s Petrem. – Správně má být Včera jsem viděl Petra a mluvil s ním.
V české jazykovědě se jako zeugma obvykle označují pouze ty eliptické vazby, které jsou považovány za chybné (zatímco v některých jiných jazycích se za zeugma označuje jakákoli dvojí vazba).
Okrajovou oblastí je sémantické zeugma, kdy je na souřadné spojení navázán výraz, který odpovídá jen jednomu z nich: Před očima se mu mihla vidina vítězství a nadšeného potlesku. (Výraz vidina by neměl být spojován se sluchovým vjemem – potleskem).[zdroj⁠?!]

## Zeugma a elipsa
Eliptická spojení vznikají z důvodu hospodárnosti mluvení – aby mluvčí nemusel opakovat dlouhé úseky vět. V některých případech je dosti obtížné rozhodnout, kdy už se jedná o zeugma (chybu), a pravidla koordinace nejsou v tomto případě zcela jednoznačná. Za stylisticky přijatelná se obvykle považují spojení:
- Pokud jde o přívlastek shodný: český jazyk a literatura; čtyři nebo pět kapitol.
- Pokud se vazby liší pádem, ale konkrétní tvary slova jsou homonymní: před i v kupé; předcházení, vyhledávání nebo odhalování trestné činnosti.
- Pokud se vazby liší větněčlenskou funkcí, ale konkrétní tvary slova jsou homonymní:
  - Není možné a ani nechceme přijmout takový názor. (Výraz přijmout má v první vazbě funkci podmětu, ve druhé předmětu.)
  - Koaliční dohoda o odstoupení, respektive odvolání Jiřího Čunka. (Jiří Čunek je v první vazbě agens, ve druhé patiens děje.)